# 貝奧欽

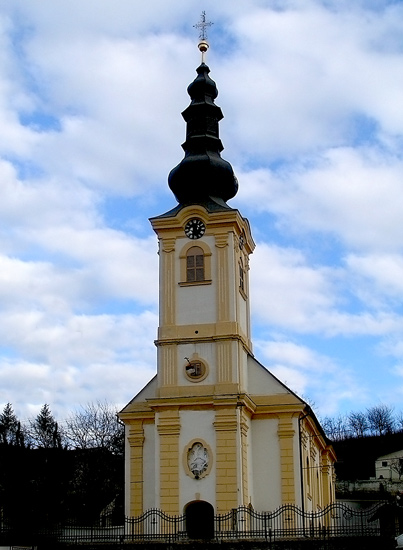

貝奧欽是塞爾維亞的城鎮，由南巴奇卡州負責管轄，位於該國西北部，距離首府諾維薩德15公里，面積186平方公里，海拔高度196米，2011年人口約7,800。

## 外部連結
- www.beocin.rs（页面存档备份，存于）
- www.beocingrad.com
- Beocin.net （页面存档备份，存于）